# Hydrophylita bachmanni
Hydrophylita bachmanni är en stekelart som beskrevs av De Santis 1964. Hydrophylita bachmanni ingår i släktet Hydrophylita och familjen hårstrimsteklar. Inga underarter finns listade i Catalogue of Life.